# Station Ostróda
Station Ostróda is een spoorwegstation in de Poolse plaats Ostróda.